# Збагачувальна фабрика Маунт-Кейт
Збагачувальна фабрика Маунт-Кейт — підприємство гірничодобувної галузі на заході Австралії.
У 1994 році почав роботу нікелевий рудник Маунт-Кейт, який отримав власну збагачувальну фабрику. Вона використовує метод флотації та продукує концентрат із вмістом нікелю 20 %, забезпечуючи при цьому вилучення з руди біля 75 % цільового компоненту. Подачу необхідної для технологічного процесу води облаштували за допомогою трубопроводу від розташованого за два з половиною десятки кілометрів поля свердловин.
Концентрат відправляли на нікелеплавильний завод у Калгурлі, а також до порту Есперанс для експорту.
За первісним проєктом потужність фабрики становила 6 млн тонн руди на рік з очікуваним збільшенням до 6,6 млн тонн на четвертий рік розробки. Втім, вже у 1997—1999 роках здійснили комплекс заходів з модернізації, що довели показник 11,5 млн тонн. Відомо, що в 2016-му переробили 10,5 млн тонн руди з середнім вмістом нікелю 0,54 % та випустили 35 тисяч тонн нікелю (у концентраті).
У 2019-му на фабрику почала надходити руда з нікелевої копальні Якабіндіє, що мала стати для фабрики головним джерелом руди. При цьому відомо, що у 2019/2020 фінансовому році (завершується 30 червня) виробили 178 тисяч тонн концентрату, а у 2020/2021-му — вже 225 тисяч тонн.
Планувалось збільшити потужність збагачувальної фабрики до 15 млн тонн руди на рік. Втім, в 2024 році на тлі падіння цін на нікель гірничодобувний гігант BHP (що з 2005-го був власником проєкту) оголосив про консервацію всіх своїх нікелевих активів у Західній Австралії з плановим терміном перегляду рішення у 2027 році.